# Eremophila gracillima
Eremophila gracillima är en flenörtsväxtart som beskrevs av Chinnock. Eremophila gracillima ingår i släktet Eremophila och familjen flenörtsväxter. Inga underarter finns listade i Catalogue of Life.